# Usia bicolor
Usia bicolor är en tvåvingeart som beskrevs av Macquart 1855. Usia bicolor ingår i släktet Usia och familjen svävflugor. Inga underarter finns listade i Catalogue of Life.

## Bildgalleri

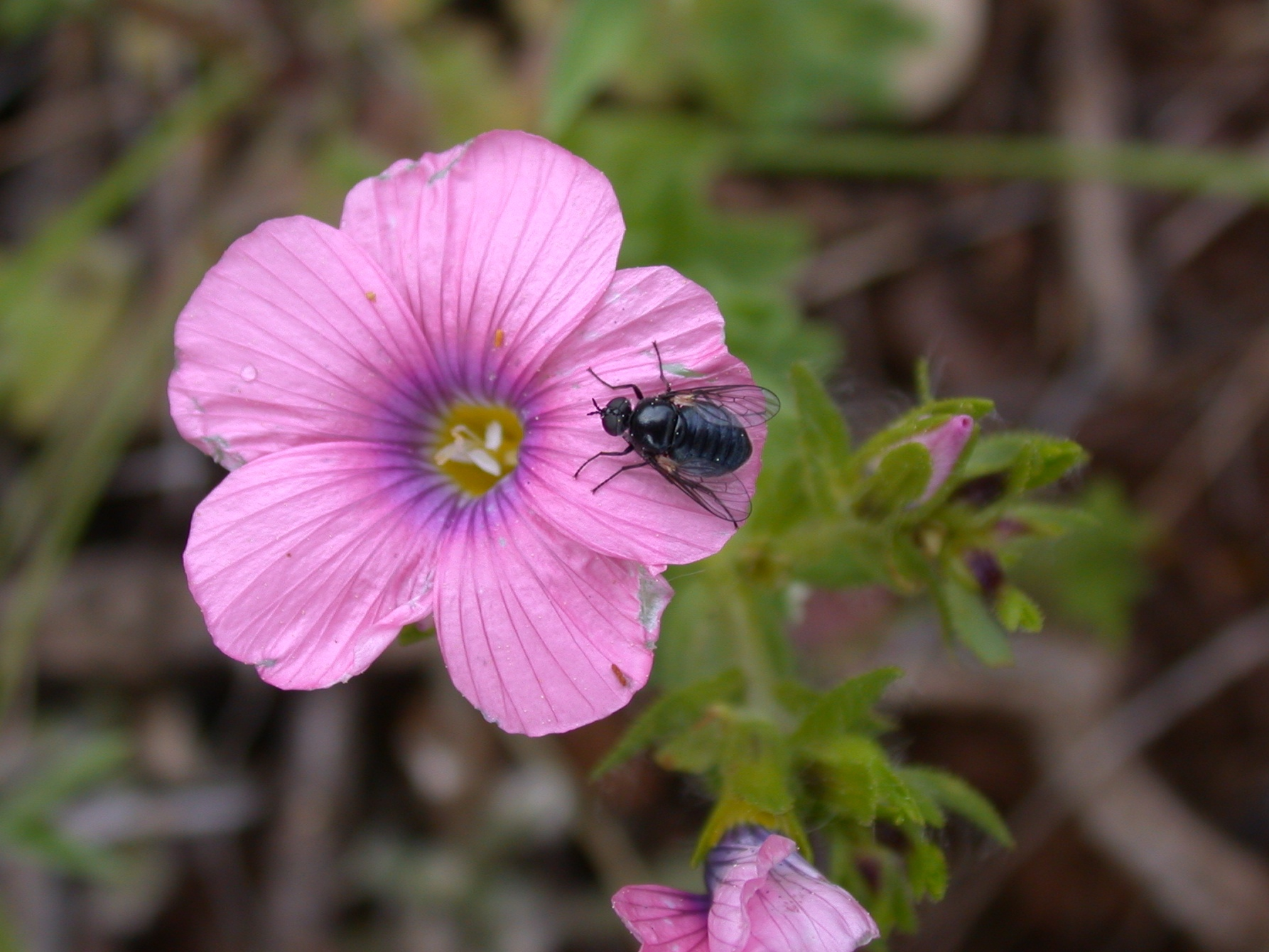
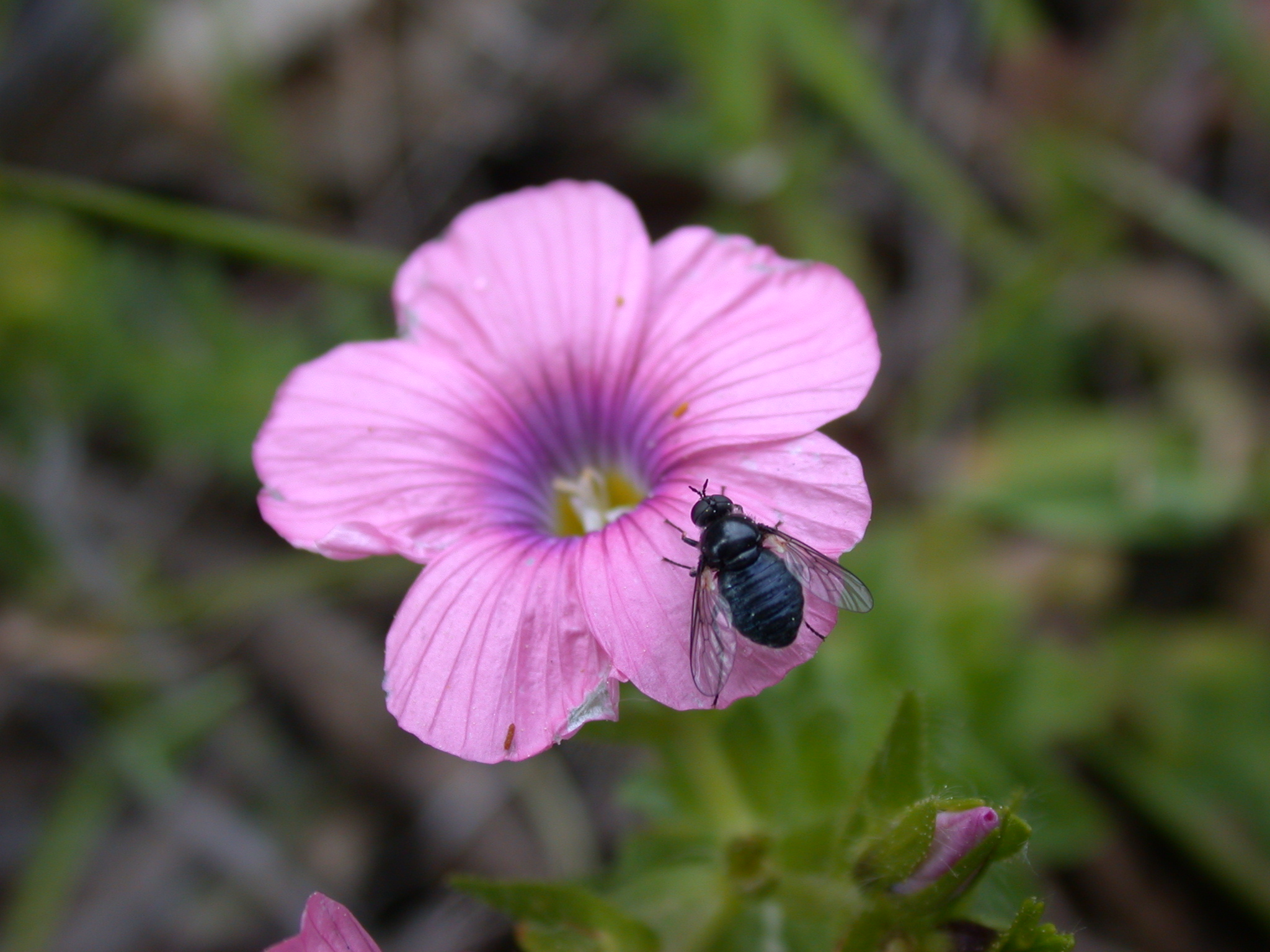